# Diamond Foxxx
Diamond Foxxx (Albany, 5 januari 1973) is een Amerikaanse pornoactrice.

## Persoonlijk leven
Diamond Foxxx werd geboren als Stephanie Paige Woodcock in Albany in een militair gezin: haar vader zat bij de Amerikaanse marine, haar moeder was lid van het United States Marine Corps. Foxxx was de oudste van drie kinderen. Nadat haar ouders de krijgsmacht hadden verlaten en met pensioen waren gegaan, verhuisden ze naar Virginia. Hier sloot ze zich net als haar vader aan bij de marine. Na nog geen jaar werd ze ontslagen wegens seksueel wangedrag.
Nadien verhuisde ze samen met haar tweede man naar Key West, Florida, waar ze in de porno-industrie belandde. Om haar privézaken te financieren in de vastgoedsector, deed ze enkele scènes als bijverdienste. Naast haar werk als pornoactrice is ze ook een fervent Texas Hold 'em-pokerspeler.

## Carrière
Foxxx begon haar pornocarrière in 2004. De bijverdienste was haar eerste motivatie om te beginnen in de porno-industrie. Daarna spitste ze zich volledig toe op het acteerwerk. Zo deed ze haar eerste scène in de reeks 'My First Sex Teacher' van het bedrijf Naughty America. Foxxx onderbrak haar werk als pornoactrice 2,5 jaar om gezondheidsredenen. Na haar herstel vatte ze haar werkzaamheden weer op. Ze werd vaak gevraagd voor scènes waarin ze de rol van lerares of 'MILF' (een seksueel begeerlijke vrouw op leeftijd) mocht spelen. Hierdoor noemde ze zichzelf de "real sex-crazed MILF". Ze werkte vaak voor de bedrijven Brazzers en Naughty America.

## Prijzen en nominaties
| Jaar | Prijs            | Resultaat   | Categorie                                                                        | Voor haar optreden in |
| ---- | ---------------- | ----------- | -------------------------------------------------------------------------------- | --------------------- |
| 2010 | AVN Award        | Genomineerd | MILF/Cougar Performer of the Year                                                | n.v.t.                |
| 2010 | F.A.M.E. Award   | Genomineerd | Cougar (Finalist)                                                                | n.v.t.                |
| 2010 | NightMoves Award | Genomineerd | Best MILF Performer                                                              | n.v.t.                |
| 2010 | XBIZ Award       | Genomineerd | Performer Comeback of the Year                                                   | n.v.t.                |
| 2011 | AVN Award        | Genomineerd | MILF/Cougar Performer of the Year                                                | n.v.t.                |
| 2011 | XBIZ Award       | Genomineerd | MILF Performer of the Year                                                       | n.v.t.                |
| 2012 | AVN Award        | Gewonnen    | Best All-Girl Group Sex Scene (met Missy Martinez, Zoey Holloway & Brooklyn Lee) | Cherry 2              |
| 2012 | AVN Award        | Genomineerd | MILF/Cougar Performer of the Year                                                | n.v.t.                |
| 2012 | NightMoves Award | Genomineerd | Best MILF                                                                        | n.v.t.                |
| 2012 | XBIZ Award       | Genomineerd | MILF Performer of the Year                                                       | n.v.t.                |

## Filmografie (vanaf 2014)
- Bad Teachers
- Doctor Adventures.com 17
- Mean M.I.L.F. Mommy
- MILF Fantasies
- Mothers That Please
- My First Sex Teacher 40
- Red Hot Sex Sampler 8
- Seduced By a Cougar 33
- Tonight's Girlfriend 29
- TSA: Touching Searching And Pussy Pounding[16]